# Atentado na Barra da Tijuca
Na madrugada de 5 de outubro de 2023, ocorreu um atentado na Barra da Tijuca, no Rio de Janeiro. Um grupo de quatro médicos, que estava na cidade para participar de um congresso de ortopedia, foi alvejado por disparos de arma de fogo, na Avenida Lúcio Costa, na Barra da Tijuca. Em decorrência dos disparos, três médicos morreram e outro ficou ferido. O crime é investigado como uma execução. 
A hipótese de motivação política foi levantada, porque uma das vítimas, o médico Diego Bomfim, é irmão de Sâmia Bomfim. Entretanto, a principal linha de investigação é de que houve um engano e os criminosos confundiram o médico Perseu Almeida com o miliciano Taillon Barbosa. No dia seguinte ao atentado, foram localizados quatro corpos de possíveis envolvidos com o crime, executados devido à repercussão midiática e à morte de inocentes, que desagradou os mandantes. 

## Vítimas
- Marcos de Andrade Corsato (9 de outubro de 1960 – 5 de outubro de 2023).[4] Cirurgião-ortopedista do Hospital das Clínicas de São Paulo.[5] O corpo será velado em Sorocaba (SP).[6]
- Diego Ralf Bomfim (30 de janeiro de 1988 – 5 de outubro de 2023).[4] Cirurgião ortopedista, irmão da deputada federal Sâmia Bomfim e cunhado do congressista Glauber Braga.[5] O corpo será velado em Presidente Prudente (SP).[6]
- Perseu Ribeiro Almeida (3 de outubro de 1990 – 5 de outubro de 2023).[4][7] Especializado em cirurgia do pé e do tornozelo.[5] O corpo será velado em Ipiaú (BA).[6] Era torcedor do Esporte Clube Bahia, que manifestou condolências por sua morte, e vestia a camiseta do clube no momento do crime.[7]
- O médico Daniel Sonnewend Proença, especialista em cirurgia ortopédica, também foi ferido no atentado após levar pelo menos 3 tiros. Tem 32 anos de idade no dia de atentado.[8][5][9]

## Cronologia
A ação dos criminosos durou 25 segundos.
- 00:59:20. Um carro branco para sobre a faixa de pedestres em frente ao estabelecimento.
- 00:59:22: Três homens começam a descer do veículo: o carona e dois do banco de trás, cada um por um lado. Os médicos aparentemente não percebem os criminosos se aproximando.
- 00:59:26: Somente quando dois deles chegam bem perto da mesa onde os médicos estavam, começam os disparos.
- 00:59:27: Perseu, na cabeceira da mesa, tomba para trás, já possivelmente morto. Diego também cai. Marcos morre sentado na cadeira.
- 00:59:30: Os três atiradores recuam, embora ainda atirando; é possível ver Daniel tentando escapar agachado.
- 00:59:34: Dois dos criminosos voltam ao carro. O terceiro se aproxima de Daniel e faz mais disparos.
- 00:59:37: Um dos bandidos que já estavam no veículo retorna ao quiosque e vai até os fundos do estabelecimento, onde volta a atirar.
- 00:59:39: O outro criminoso no carro também volta e parece ver se Marcos está mesmo morto. O que perseguia Daniel fica atrás do veículo.
- 00:59:43: Os dois que tinham retornado ao bar correm para o veículo.
- 00:59:47: Os criminosos embarcam, e o automóvel dá a partida.
- 00:59:55: O carro some da área da câmera[11]

## Investigação
A Polícia Civil do Rio de Janeiro considera que o crime teve características de execução, porque os pertences das vítimas não foram espoliados e 33 disparos foram deflagrados, visando a região torácica. Segundo o gerente do quiosque Nana 2, onde ocorreu o crime, os médicos já haviam pago a conta e se preparavam para deixar o estabelecimento. A Polícia investiga uma possível relação do Comando Vermelho com o crime, uma vez que o carro utilizado no crime teve sua localização rastreada e dirigiu-se à Cidade de Deus, território da facção.
Como a vítima Diego Ralf Bomfim é irmão da deputada federal Sâmia Bomfim, a polícia investiga se o crime possui motivação política. Entretanto, a Polícia Civil desacreditou essa hipótese, porque o crime ocorreu em um local monitorado por câmeras e os autores não se preocuparam em ocultar o rosto com balaclava. Por isso, uma das linhas da investigação da Polícia Civil do Rio de Janeiro é de que os quatro médicos foram mortos por engano; há a hipótese de que o médico Perseu Ribeiro Almeida, uma das vítimas, foi confundido com um miliciano da região de Jacarepaguá, Taillon de Alcântara Pereira Barbosa, que era alvo de traficantes locais. Taillon era semelhante fisicamente ao médico Perseu Ribeiro Almeida, reside na Avenida Lúcio Costa onde ocorreu o crime, e é um chefe de milícia na Zona Oeste do Rio de Janeiro.
Uma conversa entre criminosos interceptada pela Polícia Civil reforça a hipótese de engano. Nesse áudio, um criminoso diz a seu interlocutor a localização do miliciano Taillon. A voz nesse áudio seria de Juan Breno Malta, o BMW, que tem ligações com o criminoso Philip Motta, também conhecido como Lesk. No dia seguinte ao triplo homicídio, a Polícia localizou, em dois carros, quatro corpos de traficantes, dois deles suspeitos de participação no delito: Lesk e Ryan Nunes de Almeida. Eles teriam sido executados a pedido dos líderes do Comando Vermelho, insatisfeitos com a morte de inocentes e com a repercussão do crime. Faziam parte de um grupo apelidado "Equipe Sombra", que utilizou um Fiat Pulse branco no assassinato dos médicos e em outros crimes.
O ministro da Justiça e Segurança Pública, Flávio Dino, disse que não descarta a possibilidade de federalização do caso, e enviou o secretário Ricardo Cappelli ao Rio para acompanhar o caso. A deputada denunciou, em outras ocasiões, ter recebido ameaças de morte contra si e contra sua família.
Em 9 de outubro, a Secretaria de Estado de Administração Penitenciária bloqueou o sinal de celular e encontrou 58 aparelhos durante uma varredura em dois presídios quatro dias depois de uma videoconferência feita de dentro da cadeia em que traficantes ordenaram a execução de suspeitos da morte dos médicos na Barra da Tijuca.

### Localização dos corpos de traficantes mortos
Em 5 de outubro, a Polícia Civil do Rio de Janeiro encontrou os corpos de traficantes suspeitos de terem participado do ataque a tiros contra os médicos na capital do mesmo nome. A Delegacia de Homicídios localizou três corpos dentro do primeiro carro na Rua Abrahão Jabour, nas proximidades do Riocentro, e outro corpo no segundo carro, na na Avenida Tenente-Coronel Muniz de Aragão, na Gardênia Azul.

### Prisão do verdadeiro alvo dos traficantes
Em 31 de outubro, Taillon Alcântara Pereira Barbosa, filho do ex-sargento da Polícia Militar Dalmir Pereira Barbosa, foi preso na ação da Polícia Federal na zona oeste do Rio de Janeiro. Dalmir também foi preso na mesma ação ao ser apontado em diversas investigações como um dos chefes da milícia de Rio das Pedras, pioneira no Rio de Janeiro. Taillon, que é apontado como um dos principais chefes de uma milícia que atua na Zona Oeste do Rio do Janeiro, era o verdadeiro alvo dos traficantes que executaram os médicos por engano.

## Reação
O crime teve repercussão nacional e internacional. Organizações médicas, como o Instituto de Ortopedia e Traumatologia do Hospital das Clínicas da FMUSP, o Hospital Sírio-Libanês, o Hospital das Clínicas, a Sociedade Brasileira de Ortopedia e a Associação Médica Brasileira manifestaram repúdio ao crime e pesar com a morte dos médicos.